# Lovčice (ort i Tjeckien, Södra Mähren)
Lovčice är en ort i Tjeckien.   Den ligger i regionen Södra Mähren, i den sydöstra delen av landet, 220 km sydost om huvudstaden Prag. Lovčice ligger 222 meter över havet och antalet invånare är 804.
Terrängen runt Lovčice är platt söderut, men norrut är den kuperad. Runt Lovčice är det ganska tätbefolkat, med 192 invånare per kvadratkilometer. Närmaste större samhälle är Kyjov, 7,7 km sydost om Lovčice. I omgivningarna runt Lovčice växer i huvudsak blandskog.